# 범유럽주의

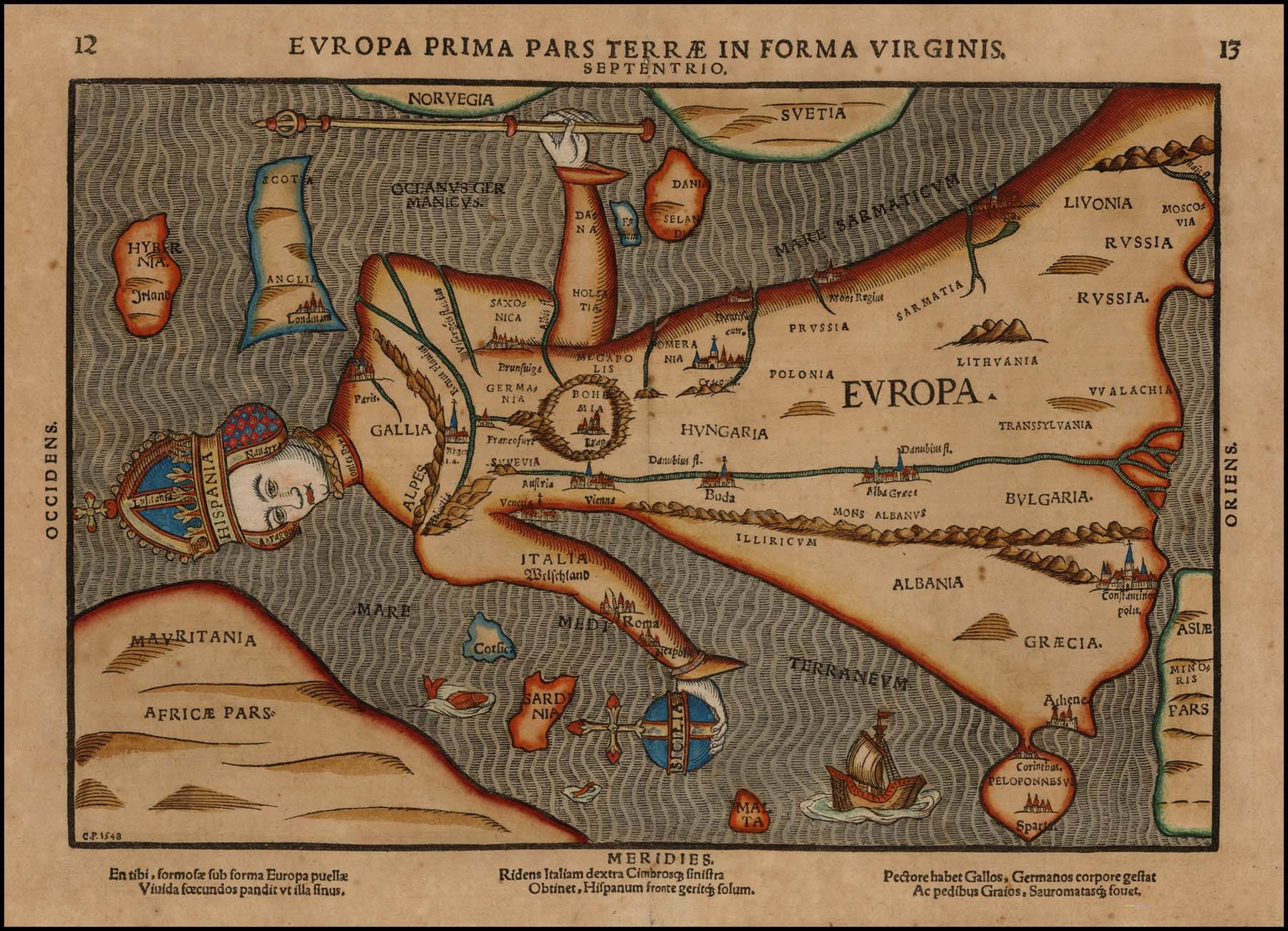

범유럽인 정체성은 유럽인으로서의 국민 정체성이며 범유럽주의(Pan-Europeanism)는 유럽을 하나로 통합하거나 일체 성을 높이는 것을 지향하는 사상이다. '친유럽주의'로 번역되기도 하나, 이는 잘못된 번역이다.

## 유럽연합 이전 범유럽주의자
- 보나파르트 나폴레옹
- 아돌프 히틀러
- 윈스턴 처칠

## 같이 보기
- 유럽 연합
- 유럽주의